# 橋本本町郵便局
橋本本町郵便局（はしもとほんちょうゆうびんきょく）は神奈川県相模原市緑区にある郵便局。民営化前の分類では無集配特定郵便局であった。

## 概要
住所：〒252-0143 神奈川県相模原市緑区橋本5-30-4
明治期の開設以来、長らく「橋本郵便局」として地域の中心的な郵便局であったが、1964年（昭和39年）の相模原郵便局の開設に伴う集配業務の移管、1996年（平成8年）の新「橋本郵便局」開設に伴う改称などを経て、現在では小規模な無集配局となっている。

## 沿革
- 1903年（明治36年）12月10日 - 橋本郵便受取所として開設[1]。
- 1905年（明治38年）4月1日 - 橋本郵便局（三等）となる。
- 1960年（昭和35年）7月31日 - 電話交換事務を橋本電報電話局に移管[2]。
- 1964年（昭和39年）1月30日 - 和文電報配達事務を相模原電報電話局橋本分室に移管。
- 1964年（昭和39年）3月16日 - 集配業務を、同日設置された相模原郵便局に移管。
- 1994年（平成6年）2月21日 - 郵便振替の小切手払いの取扱を開始。
- 1996年（平成8年）8月1日 - 橋本本町郵便局に改称[3]。
- 2007年（平成19年）10月1日 - 民営化
- 2012年（平成24年）10月1日 - 日本郵便株式会社発足。

## 取扱内容
- 郵便、印紙、ゆうパック
- 貯金、為替、振替、振込、国債
- 生命保険、バイク自賠責保険
- ゆうちょ銀行ATM

## 周辺
- 相模原市立旭小学校
- 国道16号

## アクセス
- JR横浜線・相模線、京王相模原線 橋本駅（北口）から徒歩約9分
- 神奈川中央交通バス 香福寺前停留所もしくは旭小学校前停留所下車
- 八王子バイパス 相原ICから南東に約700m
- 駐車場あり：2台